# Робін Кроукер
Робін Кроукер  (англ. Robin Croker, 10 травня 1954) — британський велогонщик, олімпійський медаліст.

## Виступи на Олімпіадах
| Олімпіада     | Дисципліна                                 | Місце |
| ------------- | ------------------------------------------ | ----- |
| Монреаль 1976 | Командна гонка переслідування, 4000 метрів | 3     |

## Зовнішні посилання
- Досьє на sport.references.com